# Mistrovství Evropy v biatlonu 2021
Mistrovství Evropy v biatlonu 2021 probíhalo mezi 27. a 31. lednem 2021 v polských Dušníkách jako vrcholná akce sezóny IBU Cupu 2020/2021 a po mistrovství světa druhá nejvýznamnější biatlonová akce tohoto ročníku.
Nejúspěšnějšími výpravami bylo domácí Polsko a Lotyšsko, které získaly každé po dvou zlatých medailích. V absolutním počtu medailí zvítězilo Norsko, které získalo celkem sedm cenných kovů. 

## Česká účast
Účast českých biatlonistů byla výrazně ovlivněna probíhající pandemií covidu-19, kvůli které byla zrušena celá juniorská část sezóny a část českého týmu v karanténě. Do bojů nakonec zasáhly v ženských soutěžích Tereza Jandová, Natálie Jurčová, Eliška Teplá, Anna Tkadlecová, Tereza Vinklárková a Tereza Voborníková, mužských závodů se pak účastnili Mikuláš Karlík, Tomáš Krupčík, Jonáš Mareček, Milan Žemlička a Michal Krčmář, který se vrátil k soutěžnímu biatlonu poprvé od prodělání covidu-19.
V ženském vytrvalostním závodě dojela nejlépe Tereza Voborníková na 30. místě. Pozici nejlepší Češky obhájila ve sprintu, ve které jako jediná dojela na bodech na 38. místě, díky kterému postoupila do stíhacího závodu, ve kterém dojela 34.
V mužských vytrvalostních závodech zaznamenal Milan Žemlička, který dojel s jednou chybou 25., ostatních čeští biatlonisté skončili mimo první padesátku. Ve sprintu zaznamenali Češi zlepšené výsledky, když Michal Krčmář dojel osmé místě a další tři Češi – Mikuláš Karlík, Milan Žemlička a Tomáš Krupčík – v první padesátce, díky čemž se kvalifikovali na stíhacího závodu. V něm vybojoval Krčmář jedinou medaili pro českou výpravu z šampionátu, když dojel druhý. Ve smíšeném závodě dvojic se duo Tereza Voborníková a Mikuláš Karlík umístili v první desítce, smíšená štafeta ve složení Tereza Jandová, Eliška Teplá, Milan Žemlička a Tomáš Krupčík dojeli 13.

## Program
Na programu mistrovství bylo 5 disciplín. Muži i ženy absolvovoali sprinty, stíhací závody a vytrvalostní závody. Společně také jeli závody smíšených štafet a smíšených dvojic.
| Den | Datum     | Začátek (SEČ) | Disciplína                | Počet závodníků |
| --- | --------- | ------------- | ------------------------- | --------------- |
| St  | 27. ledna | 10:30         | Vytrvalostní závod (ženy) | 119             |
| St  | 27. ledna | 14:15         | Vytrvalostní závod (muži) | 142             |
| Čt  | 29. ledna | 10:30         | Sprint (ženy)             | 127             |
| Čt  | 29. ledna | 14:00         | Sprint (muži)             | 141             |
| So  | 30. ledna | 10:30         | Stíhací závod (ženy)      | 53              |
| So  | 30. ledna | 13:00         | Stíhací závod (muži)      | 57              |
| Ne  | 31. ledna | 10:30         | Smíšený závod dvojic      | 27 dvojic       |
| Ne  | 31. ledna | 13:00         | Smíšená štafeta           | 27 týmů         |

## Medailisté

### Muži
| Disciplína                 | Zlato                | Výkon              | Stříbro                | Výkon             | Bronz                     | Výkon             |
| Vytrvalostní závod (20 km) | Andrejs Rastorgujevs | 52:04,7 (1+0+0+0)  | Erlend Bjøntegaard     | 53:32,2 (0+2+0+0) | Endre Strømsheim          | 53:46,1 (0+0+1+1) |
| Sprint (10 km)             | Martin Jäger         | 27:19,2 (0+0)      | Said Karimulla Chalili | 27:26,5 (0+0)     | Johannes Kühn             | 27:34,5 (1+1)     |
| Stíhací závod (12,5 km)    | Artem Pryma          | 32:11,37 (1+0+1+1) | Michal Krčmář          | 32:17,9 (0+0+0+1) | Haavard Gutuboe Bogetveit | 32:23,8 (0+0+1+2) |

### Ženy
| Disciplína                 | Zlato             | Výkon             | Stříbro                | Výkon             | Bronz                 | Výkon             |
| Vytrvalostní závod (15 km) | Monika Hojniszová | 45:17,1 (0+1+0+0) | Anastasija Merkušinová | 45:20,0 (0+0+0+0) | Larisa Kuklinová      | 45:32,6 (0+0+1+0) |
| Sprint (7,5 km)            | Baiba Bendiková   | 22:00,7 (0+1)     | Karoline Erdalová      | 22:06,4 (0+0)     | Anastasija Ševčenková | 22:10,4 (0+0)     |
| Stíhací závod (10 km)      | Kamila Żuková     | 29:12,7 (0+1+0+0) | Karoline Erdalová      | 29:26,1 (1+0+1+1) | Åsne Skredeová        | 29:28,9 (0+1+0+2) |

### Smíšené štafety
| Disciplína                            | Zlato                                                                               | Výkon                                                     | Stříbro                                                                        | Výkon                                         | Bronz                                                                | Výkon                                                     |
| Smíšená štafeta (4×6 km)              | Norsko Emilie Kalkenbergová Åsne Skredeová Erlend Bjøntegaard Sivert Guttorm Bakken | 1:01:23,7 (0+1) (1+3) (0+0) (0+1) (0+0) (0+2) (0+0) (0+0) | Německo Vanessa Voigtová Marion Deigenteschová Dominic Schmuck Philipp Nawrath | 1:01:54,4 (0+1) (0+1) (0+0) (0+2) (0+1) (0+0) | Ukrajina Iryna Petrenková Vita Semerenková Bogdan Cymbal Artem Pryma | 1:02:16,2 (0+1) (0+1) (0+2) (0+3) (0+1) (0+0) (0+1) (0+1) |
| Smíšený závod dvojic (2×6 + 2×7,5 km) | Německo Stefanie Schererová Justus Strelow                                          | 35:06,1 (0+3) (0+1) (0+1) (0+0)                           | Francie Caroline Colombová Émilien Claude                                      | 35:22,6 (0+1) (0+4) (0+2) (0+1)               | Rusko Larisa Kuklinová Jevgenij Garaničev                            | 35:28,3 (0+2) (0+1) (0+1) (0+2)                           |

## Medailové pořadí

### Medailové pořadí zemí
| Pořadí | Země      | Zlato | Stříbro | Bronz | Celkově |
| ------ | --------- | ----- | ------- | ----- | ------- |
| 1.     | Lotyšsko  | 2     | 0       | 0     | 2       |
| 1.     | Polsko    | 2     | 0       | 0     | 2       |
| 3.     | Norsko    | 1     | 3       | 3     | 7       |
| 4.     | Německo   | 1     | 1       | 1     | 3       |
| 4.     | Ukrajina  | 1     | 1       | 1     | 3       |
| 6      | Švýcarsko | 1     | 0       | 0     | 1       |
| 7      | Rusko     | 0     | 1       | 3     | 4       |
| 8.     | Česko     | 0     | 1       | 0     | 1       |
| 8.     | Francie   | 0     | 1       | 0     | 1       |
|        | Celkem    | 8     | 8       | 8     | 24      |